# Salut les frangins
Salut les frangins (Brotherly Love) est une série télévisée américaine en 40 épisodes de 22 minutes, créée par Jonathan Schmock et Jim Vallely et diffusée entre le 16 septembre 1995 et le 1er avril 1996 sur le réseau NBC et entre le 15 septembre 1996 et le 18 mai 1997 sur le réseau The WB.
En France, la série a été diffusée à partir du 11 mai 1996 dans l'émission Ça me dit et vous ? sur TF1. 

## Synopsis
Après la mort de son père, Joe Roman reprend l'entreprise familiale (un garage dans la ville de Philadelphie) et subvient aux besoins de ses deux demi-frères et de sa belle-mère.

## Distribution
- Joseph Lawrence (VF : Thierry Ragueneau) : Joe Roman
- Andrew Lawrence (VF : Elliott Weill) : Andy Roman
- Melinda Culea (VF : Danièle Douet) : Claire Roman
- Matthew Lawrence (VF : Adrien Antoine) : Matt Roman
- Michael McShane (VF : Marc Alfos) : Lloyd Burwell
- Liz Vassey (VF : Vanina Pradier) : Lou Davis

## Épisodes

### Première saison (1995-1996)
1. Titre français inconnu (Pilot)
2. Titre français inconnu (Such A Bargain)
3. Titre français inconnu (The Liberty Bell Show)
4. Titre français inconnu (A Midsummer's Nightmare)
5. Titre français inconnu (Uptown Girl)
6. Titre français inconnu (The Comic Con)
7. Titre français inconnu (The Sleep Over Show)
8. Titre français inconnu (Witchcraft)
9. Titre français inconnu (Bait and Switch)
10. Titre français inconnu (Outbreak!)
11. Titre français inconnu (A Roman Holiday)
12. Titre français inconnu (Once Around the Block)
13. Titre français inconnu (Remember)
14. Titre français inconnu (Big Brotherly Love)
15. Titre français inconnu (Bride and Prejudice)
16. Titre français inconnu (Double Date)

### Deuxième saison (1996-1997)
1. Titre français inconnu (Lord of the Guys)
2. Titre français inconnu (Joe at 21)
3. Titre français inconnu (Claire's First Date)
4. Titre français inconnu (Other People)
5. Titre français inconnu (Viva la fraternite)
6. Titre français inconnu (Big Mike)
7. Titre français inconnu (Motherly Love)
8. Titre français inconnu (Kernel of Truth)
9. Titre français inconnu (Downtown Girl)
10. Titre français inconnu (The Great Indoors)
11. Titre français inconnu (The Driving Lesson)
12. Titre français inconnu (Power of Love)
13. Titre français inconnu (Party Girl)
14. Titre français inconnu (Skin Deep)
15. Titre français inconnu (Paging Nell)
16. Titre français inconnu (The Comet)
17. Titre français inconnu (Stealing Beauty)
18. Titre français inconnu (Art Attack)
19. Titre français inconnu (Pizza Girl)
20. Titre français inconnu (Easy Come, Easy Go)
21. Titre français inconnu (I Scream, You Scream [1/2])
22. Titre français inconnu (We All Scream [2/2])
23. Titre français inconnu (Mother's Day)
24. Titre français inconnu (Girl Crazy)